# Флавия Домицилла (жена Тита Флавия Клемента)

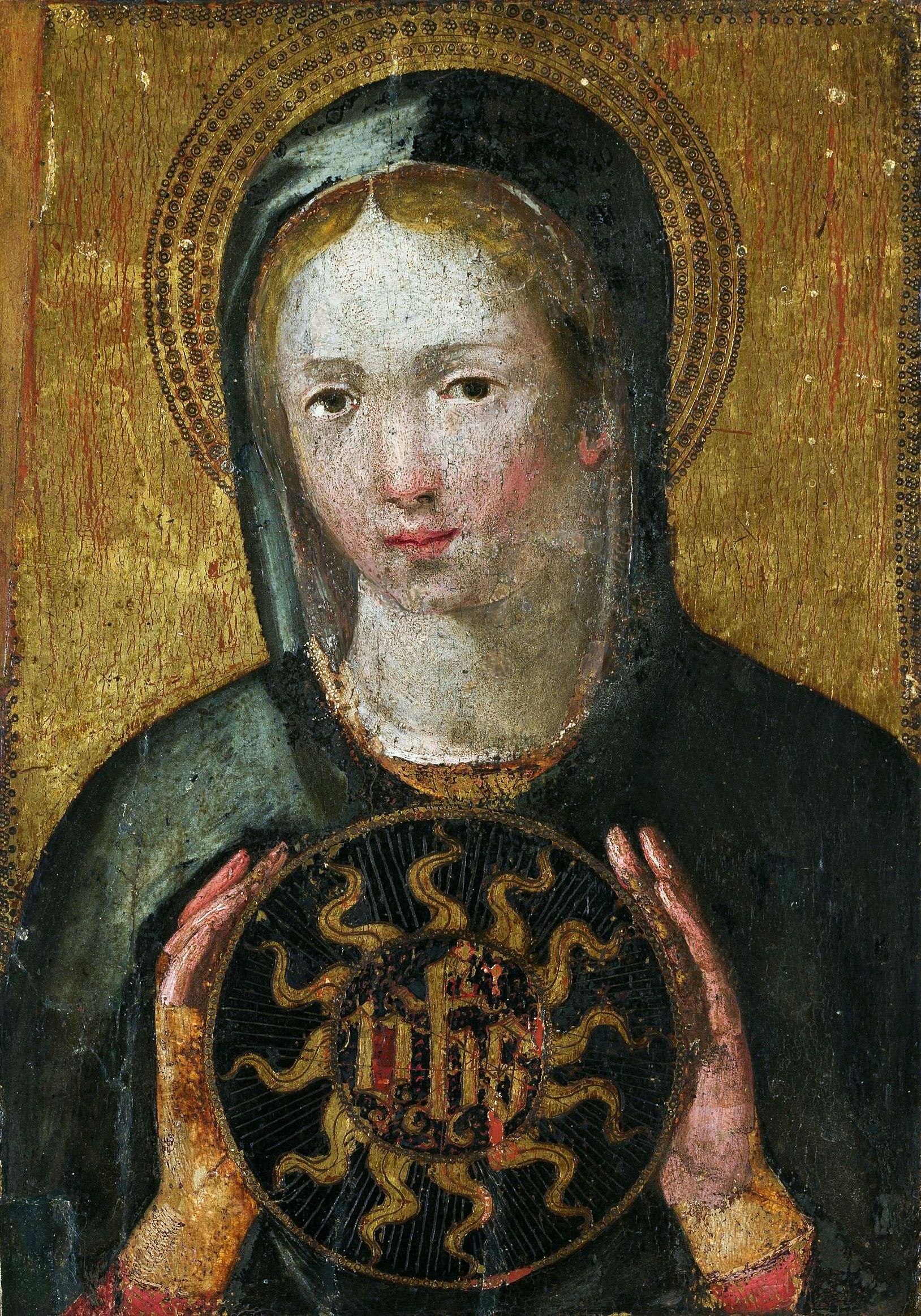
Святая Домицилла. Умбрийская школа (XV век)

Флавия Домицилла (лат. Flavia Domitilla; Рим, I век — Вентотене или Понца, 7 мая 95—100) — римская святая, дева, внучка императора Веспасиана и Флавии Домитиллы Старшей, дочь Флавии Домициллы Младшей и Квинта Петиллия Цериала. Дни памяти — 7 мая, 12 мая. Почитается как мученица.
Святая Флавия Домицилла родилась примерно в 60 году нашей эры в семье Флавиев, императоров Древнего Рима. Его мать, Флавия Домитилла младшая, была дочерью будущего императора Веспасиана (69-79) и Флавии Домициллы старшей и сестрой будущих императоров Тита (79-81) и Домициана (81-96).
В возрасте всего 9 лет она потеряла мать, росла в окружении римских консулов, вышла замуж за своего двоюродного брата, консула Тита Флавия Климента, племянника Тита Флавия Сабина, старшего брата своего деда Веспасиана.